# Püttlingen
Püttlingen (im örtlichen moselfränkischen Dialekt Piddlinge) ist eine Stadt im südlichen Saarland und gehört zum Regionalverband Saarbrücken.

## Geographie

### Geographische Lage

Niederschlagsdiagramm

Die Stadt liegt im Köllertal, etwa 15 Kilometer nordwestlich von Saarbrücken und fünf Kilometer nördlich von Völklingen. Nachbargemeinden sind (von Norden im Uhrzeigersinn) Heusweiler, Riegelsberg, Saarbrücken und Völklingen im Regionalverband Saarbrücken und die Gemeinden Bous und Schwalbach im Landkreis Saarlouis.

### Klima

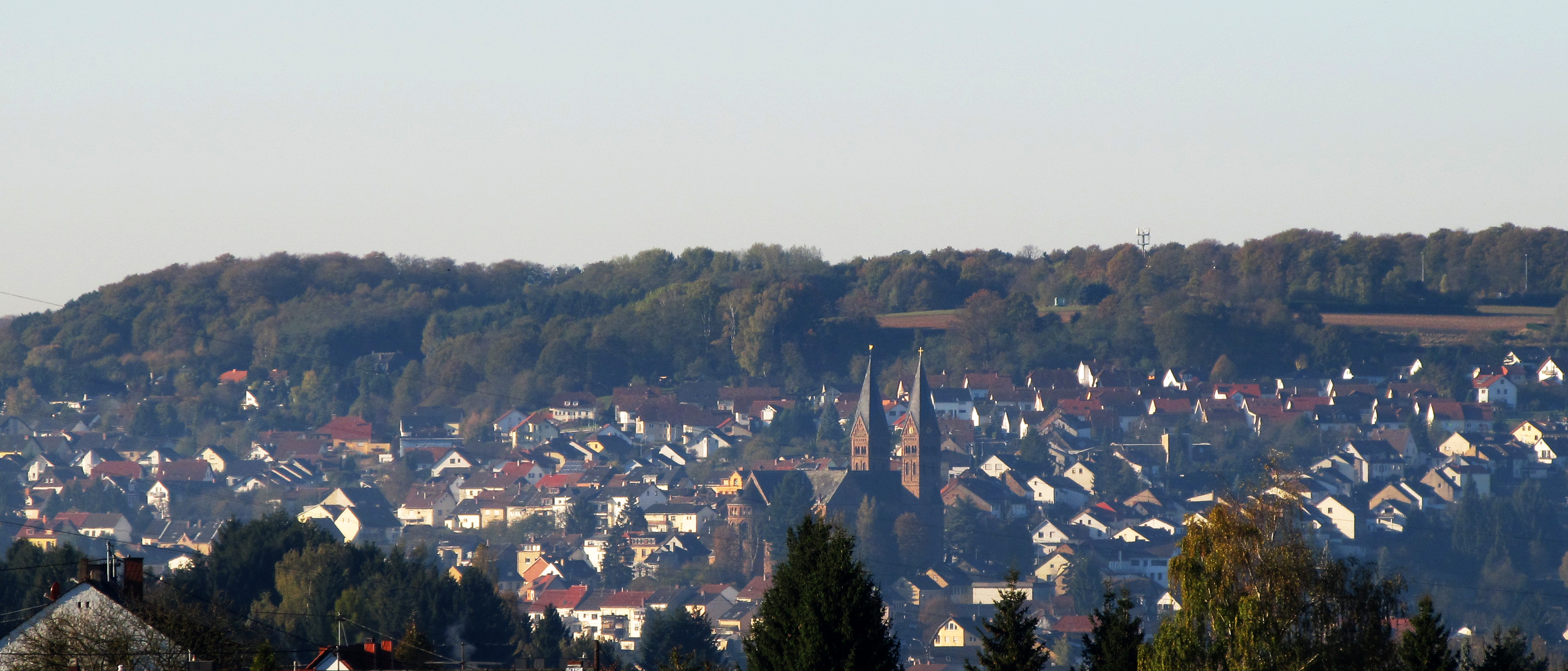
Blick auf Püttlingen

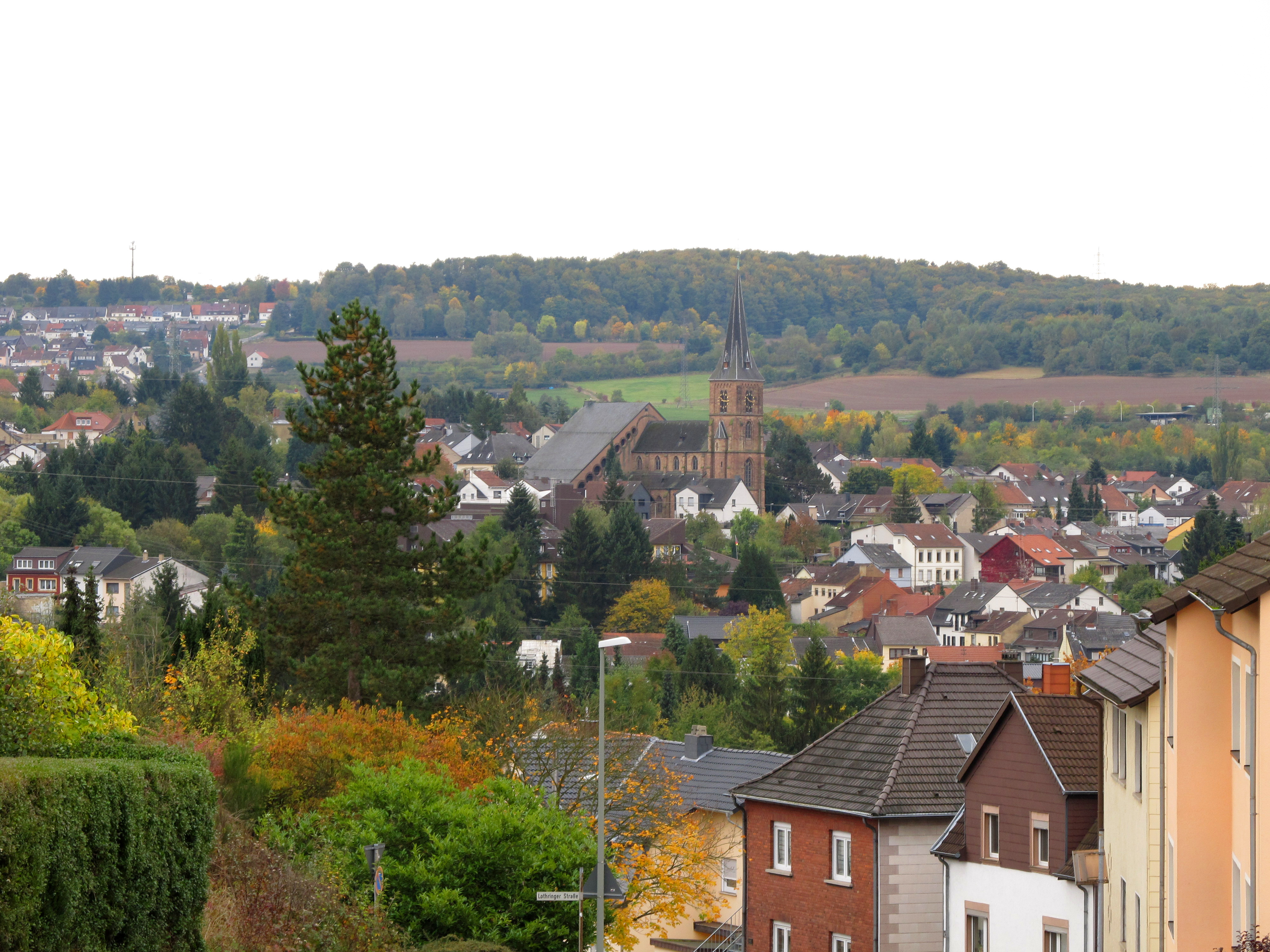
Weitere Ansicht

Der Jahresniederschlag beträgt 834 mm und liegt damit im oberen Drittel der von den Messstellen des Deutschen Wetterdienstes erfassten Werte. 69 % zeigen niedrigere Werte an. Der trockenste Monat ist der April; am meisten regnet es im November. Im niederschlagreichsten Monat fällt ca. 1,4-mal mehr Regen als im trockensten Monat. Die jahreszeitlichen Niederschlagschwankungen liegen im unteren Zehntel. In nur einem Prozent aller Orte schwankt der monatliche Niederschlag weniger.

### Stadtgliederung
Die Stadt besteht aus den Stadtteilen Püttlingen (mit den Ortsteilen Berg, Bengesen und Ritterstraße) und Köllerbach (mit den Ortsteilen Engelfangen, Etzenhofen, Herchenbach, Kölln, Rittenhofen und Sellerbach).

## Geschichte

### Mittelalter
Im Mittelalter war Püttlingen im Besitz von Metzer Bischöfen. Während des Investiturstreits (1075–1122) übertrugen die kaisertreuen Metzer Bischöfe das Gebiet um Püttlingen den Herren von Forbach, doch behielten sie selbst die Oberlehnsherrschaft über Püttlingen.
1365 heiratete Henriette, die letzte Besitzerin aus dem Hause Forbach, Johann I. von Kriechingen und somit ging Püttlingen an das Haus Kriechingen über. Johann I. wählte Püttlingen zum Sitz eines Amtes, zu dem unter anderem auch Obersalbach, Rockershausen und Luisenthal gehörten.
Doch durch den Umstand, dass Püttlingen immer noch ein Lehen des Hochstifts Metz war, zugleich aber zur Grafschaft Kriechingen gehörte, die Reichslehen war, nahm Püttlingen eine Sonderrolle im deutsch-französischen Grenzbereich ein, und wurde dadurch immer mehr in die Rolle eines politisch eigenständigen Territoriums gedrängt.

### Frühe Neuzeit
Im Jahre 1552 wurde im Zuge des Vertrags von Chambord Metz unter französische Schutzherrschaft als Gegenleistung zur französischen Unterstützung protestantischer Fürsten gegen Kaiser Karl V. genommen. Da Püttlingen Metzer Lehen war, fiel es ebenfalls unter französische Schutzherrschaft.
Auch nach dem Dreißigjährigen Krieg 1648 und den Reunionskriegen 1697 blieb Püttlingen mit Metz französisch.

### 18. Jahrhundert
Im Jahre 1766 tauschte der französische König Ludwig XV. die Herrschaft Püttlingen gegen das strategisch günstigere Territorium der Abtei Wadgassen mit dem Fürsten Wilhelm Heinrich von Nassau-Saarbrücken und dem Fürsten Christian Ludwig zu Wied-Runkel (1762–1791), Herr von Püttlingen, im so genannten Austauschvertrag vom 15. Februar 1766. Damit verzichtete Frankreich auf die Metzische Exklave. 1788 verkaufte Christian Ludwig die Herrschaft Püttlingen an den Fürsten Ludwig von Nassau-Saarbrücken und Püttlingen gehörte ab diesem Zeitpunkt nicht mehr zur Grafschaft Kriechingen.

### Französische Revolution und Wiener Kongress
In den Jahren 1792–1793 wurden die Gebiete an der Saar von französischen Revolutionstruppen besetzt. Püttlingen (sonst genannt Puttelange-lès-Sarrelouis oder Pettelange-Créhange) wurde dem wiedererrichteten Königreich Frankreich zugeordnet und dem Département Moselle zugeteilt. Im Zweiten Pariser Frieden (1815) wurde die Region und damit Püttlingen dem Königreich Preußen zugeordnet, nachdem Napoleon am 21. Juni 1815 von den Alliierten bei Waterloo geschlagen worden war.
In der Folge gehörte die Gemeinde Püttlingen zur Bürgermeisterei Völklingen im Kreis Saarbrücken, während die kleinen Gemeinden im mittleren Köllertal der Bürgermeisterei Sellerbach zugeordnet wurden.

### Industrialisierung
Das Köllertal war überwiegend landwirtschaftlich geprägt, bis in der zweiten Hälfte des 19. Jahrhunderts der Bergbau die Industrialisierung der Region einleitete. 1866 bzw. 1881 wurden in Püttlingen die Steinkohlegruben Viktoria I und II abgeteuft. 1891 folgte der Aspenschacht und 1902 die Grube Viktoria III im Köllerbacher Ortsteil Engelfangen.
Durch den starken Zustrom von Arbeitskräften kam es zu einem raschen Bevölkerungswachstum und damit zur Ausdehnung der Ortschaften, was zu Schwerpunktverlagerungen in den Verwaltungsstrukturen führte. 1868 schied Püttlingen deshalb aus der Bürgermeisterei Völklingen aus und wurde eine eigenständige Gemeinde.

### 20. Jahrhundert
Nach dem Ersten Weltkrieg 1919 wurde das Saargebiet von Deutschland abgetrennt und geriet unter französische Besatzung. Am 10. Januar 1920 wurde im Versailler Friedensvertrag geregelt, dass die Saarregion durch den Völkerbund in Genf verwaltet, wirtschaftlich aber zu Frankreich gehören sollte. Nach einer Frist von 15 Jahren sollten dann die Bürger der Saarregion frei über ihre zukünftige staatliche Zugehörigkeit entscheiden dürfen. Während dieser Zeit bestand in Püttlingen eine Domanialschule.
Bei der Volksabstimmung am 13. Januar 1935 entschieden sich 90,8 % der Saarbevölkerung für die Rückgliederung an Deutschland, welche dann am 1. März 1935 vollzogen wurde – das Saargebiet wurde wieder an das Deutsche Reich angeschlossen.
Nach dem Zweiten Weltkrieg kam Püttlingen zunächst unter amerikanische, am 29. Juli 1945 unter französische Besatzung. Am 17. November 1947 wurde das Saarland mit den Saargruben wirtschaftlich an Frankreich angeschlossen und in den französischen Währungs- und Zollbereich eingegliedert. Die Staatsverfassung des Saarlandes wurde am 15. Dezember 1947 verabschiedet.
Am 23. Oktober 1954 war zwischen dem deutschen Bundeskanzler Konrad Adenauer und dem französischen Ministerpräsidenten Pierre Mendès France das Abkommen zwischen den Regierungen der Bundesrepublik Deutschland und der Französischen Republik über das Statut der Saar ausgehandelt worden. Bis zum Abschluss eines Friedensvertrages mit Deutschland sah das Abkommen die Unterstellung des Saarlandes unter einen Kommissar der Westeuropäischen Union vor. Dieser sollte das Land nach außen vertreten. Die saarländische Regierung sollte jedoch weiter für die inneren Angelegenheiten zuständig und die wirtschaftliche Anbindung an Frankreich erhalten bleiben. Allerdings war auch eine engere wirtschaftliche Vernetzung mit der Bundesrepublik vorgesehen.
Bei der Volksabstimmung zum Abkommen am 23. Oktober 1955 über das Europäische Statut des Saarlandes stimmte Püttlingen folgendermaßen ab: 2569 Wahlberechtigte stimmten mit „Ja“; 6259 Wahlberechtigte stimmten mit „Nein“. In Köllerbach stimmten 1333 Wahlberechtigte mit „Ja“ und 2481 Wahlberechtigte mit „Nein“. Durch die darauf folgenden Verhandlungen und den Luxemburger Vertrag vom 27. Oktober 1956, in dem Frankreich der Rückgliederung des Saarlandes unter westdeutsche Hoheit zustimmte, wurde Püttlingen zum 1. Januar 1957 politisch und am 6. Juli 1959 („Tag X“) wirtschaftlich der Bundesrepublik Deutschland angeschlossen.
Am 21. Mai 1968 wurde Püttlingen zur Stadt erhoben.

### Eingemeindungen
Die Stadt Püttlingen und die Gemeinde Köllerbach wurden im Rahmen der Gemeindegebietsreform am 1. Januar 1974 zusammengeschlossen.

### Einwohnerentwicklung
| Püttlingen: Einwohnerzahlen von 1998 bis 2024 | Püttlingen: Einwohnerzahlen von 1998 bis 2024 | Püttlingen: Einwohnerzahlen von 1998 bis 2024 | Püttlingen: Einwohnerzahlen von 1998 bis 2024 | Püttlingen: Einwohnerzahlen von 1998 bis 2024 |
| --------------------------------------------- | --------------------------------------------- | --------------------------------------------- | --------------------------------------------- | --------------------------------------------- |
| Jahr                                          |                                               |                                               |                                               | Einwohner                                     |
| 1998                                          | 1998                                          |                                               | 20.822                                        | 20.822                                        |
| 2000                                          | 2000                                          |                                               | 20.682                                        | 20.682                                        |
| 2005                                          | 2005                                          |                                               | 20.765                                        | 20.765                                        |
| 2008                                          | 2008                                          |                                               | 20.142                                        | 20.142                                        |
| 2011                                          | 2011                                          |                                               | 19.134                                        | 19.134                                        |
| 2015                                          | 2015                                          |                                               | 18.748                                        | 18.748                                        |
| 2021                                          | 2021                                          |                                               | 18.269                                        | 18.269                                        |
| 2024                                          | 2024                                          |                                               | 18.361                                        | 18.361                                        |
| (jeweils zum 31. Dezember)                    |                                               |                                               |                                               |                                               |

## Politik

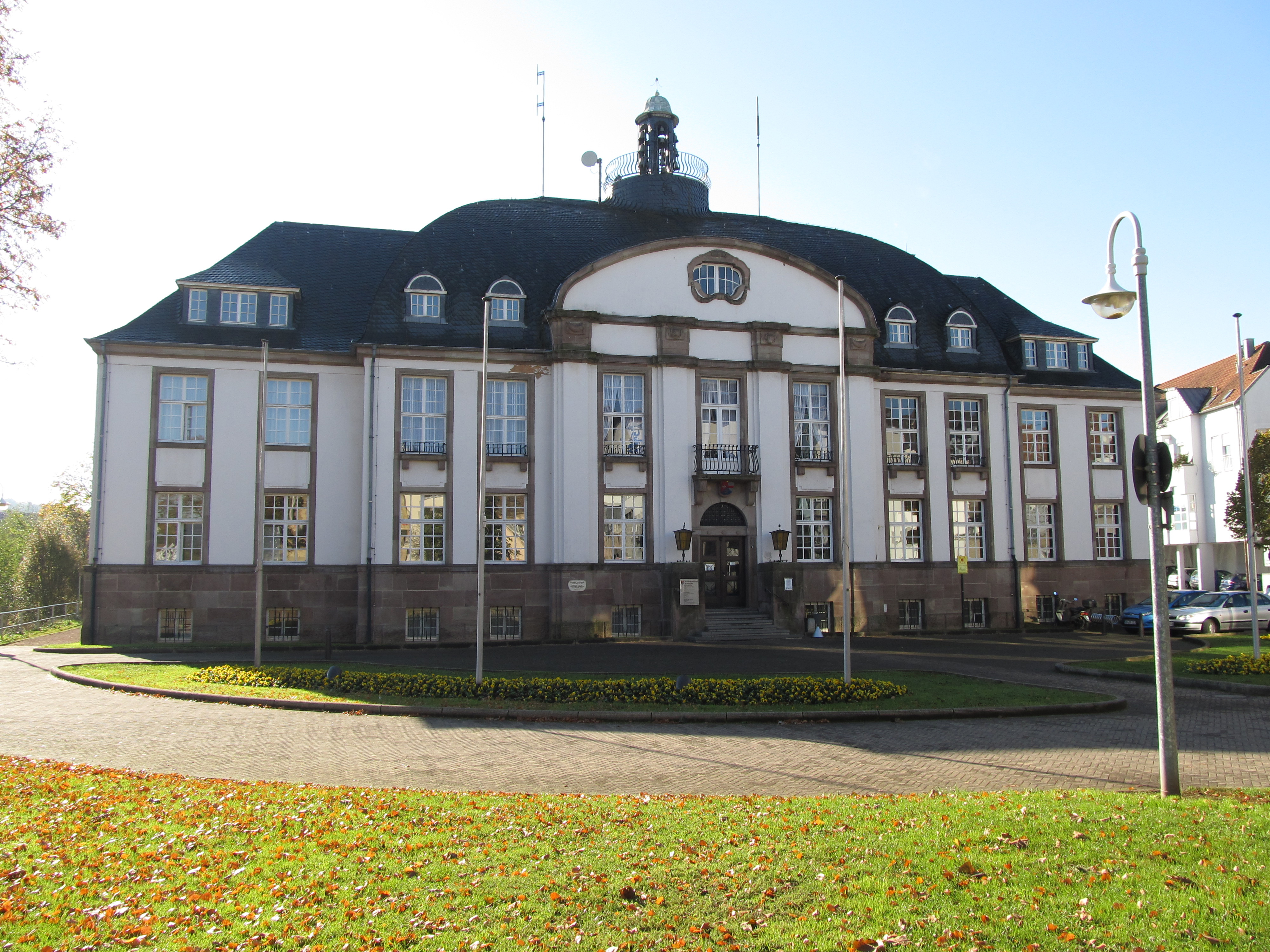
Püttlinger Rathaus

### Stadtrat
Der Stadtrat Püttlingen zählt 33 Ratsmitglieder. Die Kommunalwahl am 9. Juni 2024 führte zu folgendem Ergebnis:
| Partei / Liste   | Stimmenanteil | Sitze  | 2019             |
| CDU              | 35,0 %        | 12     | 41,0 %, 15 Sitze |
| SPD              | 32,0 %        | 11     | 29,9 %, 11 Sitze |
| AfD              | 13,7 %        | 4      | 6,2 %, 2 Sitze   |
| Grüne            | 5,8 %         | 2      | 8,0 %, 2 Sitze   |
| Die Linke        | 3,0 %         | 1      | 7,4 %, 2 Sitze   |
| FDP              | 2,9 %         | 1      | 2,4 %, 0 Sitze   |
| FWG Püttlingen0  | 7,6 %         | 2      | 5,0 %, 1 Sitz0   |
| Wahlbeteiligung0 | 66,2 %        | 66,2 % | 68,3 %           |

### Bürgermeister
| - 1868–1904: Johann Pickard - 1905–1919: Josef Mattonet - 1921–1938: Ludwig Georg - 1938–1945: Jakob Jung - 1946–1949: Peter Zimmer - 1949–1956: Peter Müller | - 1956–1966: Nikolaus Boßmann, CDU - 1966–1974: Hans Koch, parteilos (ab 1968 Bürgermeister der Stadt) - 1974–2001: Rudolf Müller, CDU - 2002–2019: Martin Speicher, CDU - seit 2019: Denise Klein, SPD |

### Wappen

Grafschaft Kriechingen

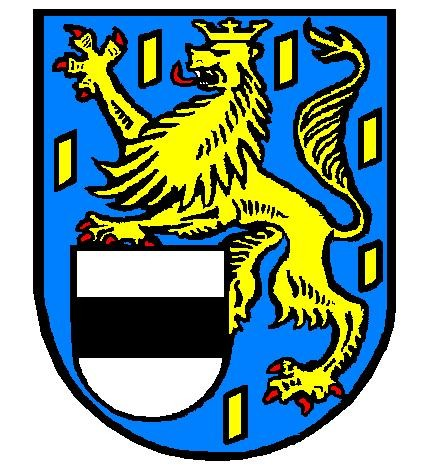
Köllerbach

Stadtlogo von Püttlingen

Blasonierung: Durch eine eingebogene Spitze, darin in blauem, mit neun goldenen Schindeln bestreuten Feld, ein rechtsgewendeter, rotbewehrter und rotgezungter goldener gekrönter Löwe. Im rechten Obereck in Rot ein schwebendes, silbernes Ankerkreuz, im linken Obereck in Silber ein roter Balken.
Das Püttlinger Wappen wurde der Stadt am 9. Mai 1975 vom saarländischen Innenminister mit folgender Beschreibung verliehen: „Durch eine eingebogene Spitze, darin in blauem, mit neun goldenen Schindeln bestreuten Feld, ein rotbewehrter und rotgezungter goldener gekrönter Löwe, gespalten; vorne in Rot ein schwebendes silbernes Ankerkreuz, hinten in Silber ein roter Balken.“ Das Wappen enthält Bestandteile der Wappen der ehemals selbstständigen Kommunen Stadt Püttlingen und Gemeinde Köllerbach.
Das silberne Ankerkreuz in rotem Feld und der rote Balken in silbernem Feld entstammen dem ehemaligen Püttlinger Wappen und sind dem Familienwappen der Grafschaft Kriechingen entnommen, die den roten Balken als Stammwappen, das Ankerkreuz dagegen von ihrer Herrschaft Simmern (Septfontaines) in Luxemburg führte. Aus dem ehemaligen Köllerbacher Wappen stammt der Löwe in blauem Feld, entnommen aus dem Wappen der Grafen von Nassau-Saarbrücken. Die dem Löwen beigegebenen neun goldenen Schindeln sollen auf die neun Ortsteile der Stadt Püttlingen, nämlich Berg, Bengesen, Ritterstraße im Stadtteil Püttlingen und Engelfangen, Sellerbach, Etzenhofen, Herchenbach, Rittenhofen und Kölln im Stadtteil Köllerbach hinweisen.
Darüber hinaus führt die Stadt auch ein eigenes Logo.

### Städtepartnerschaften
- Créhange (deutsch „Kriechingen“) in Lothringen, Frankreich seit 1970
- Saint-Michel-sur-Orge im Département Essonne, Frankreich seit 1978
- Senftenberg in Deutschland seit 1989
- Ber in Mali seit 1990

Zusammen mit Saint-Michel-sur-Orge und Senftenberg und den nachfolgend genannten Städten hat Püttlingen am 26. Mai 1996 ein „Europäisches Städtebündnis für Jugend- und Kulturaustausch“ geschlossen:
- Fresagrandinaria in den Abruzzen, Italien
- Nowa Sól (dt. „Neusalz an der Oder“) in Polen
- Žamberk (dt. „Senftenberg in Böhmen“) in Tschechien
- Veszprém in Ungarn

## Kultur und Sehenswürdigkeiten

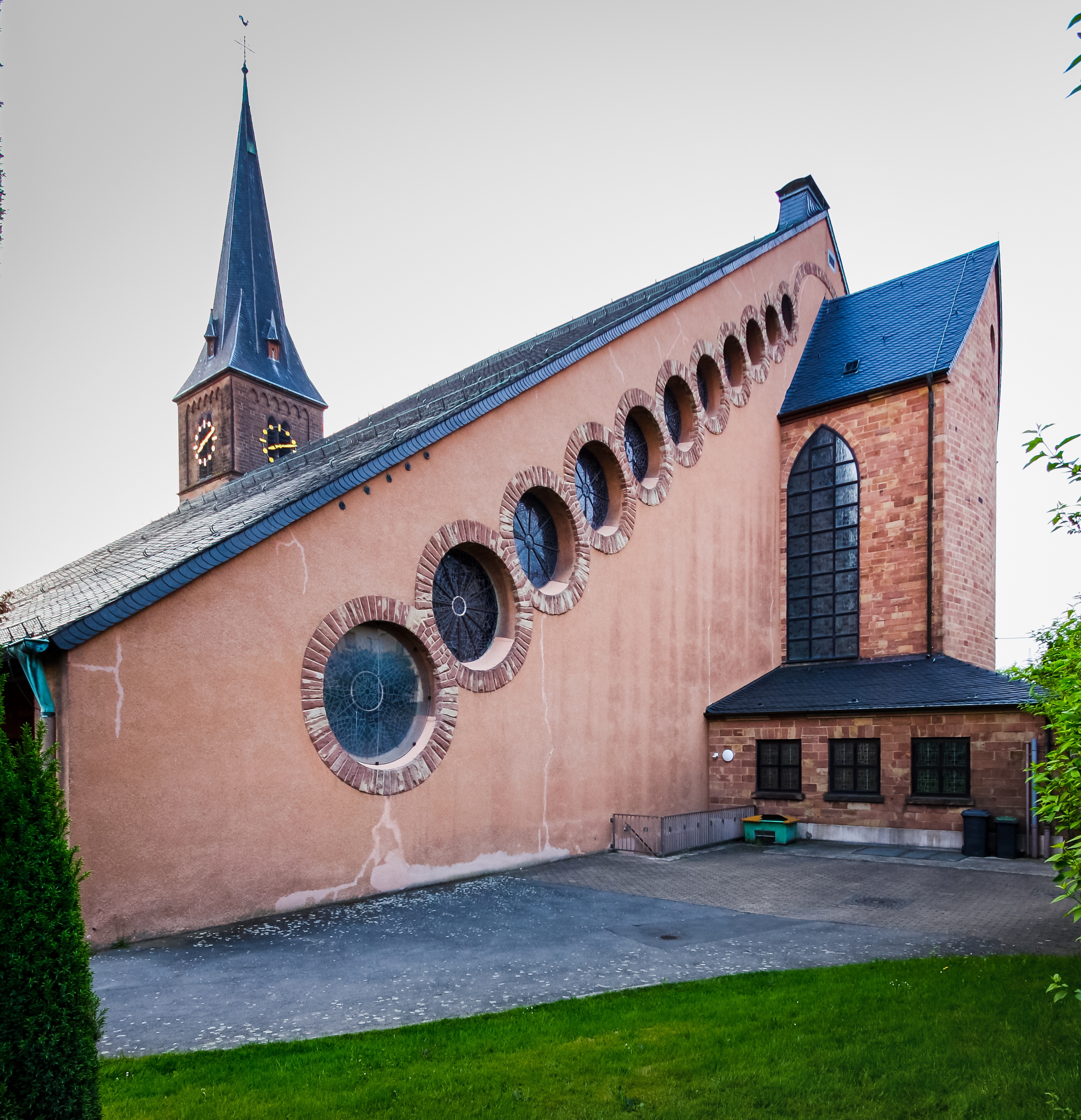
Liebfrauenkirche Püttlingen

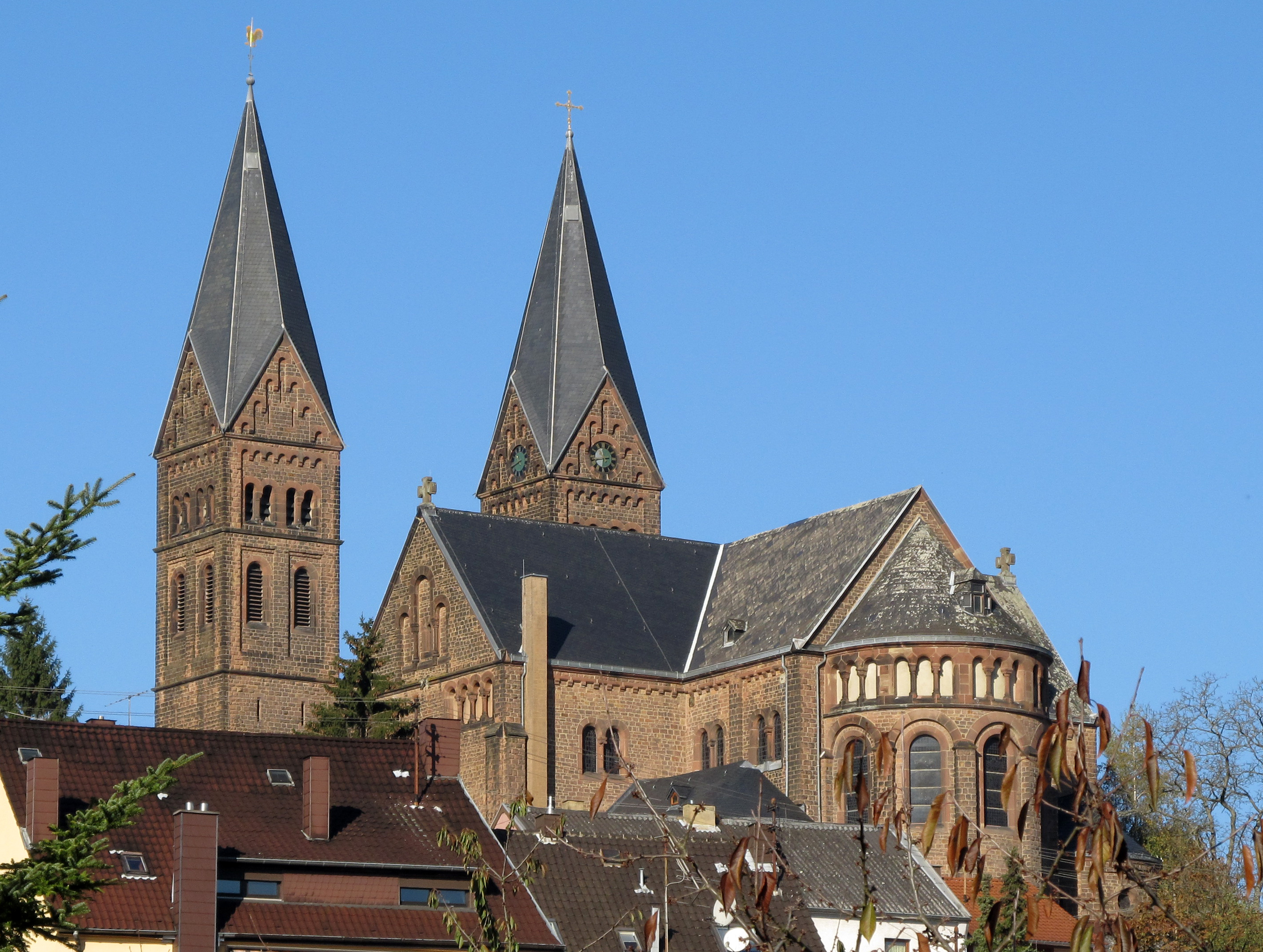
Pfarrkirche St. Sebastian

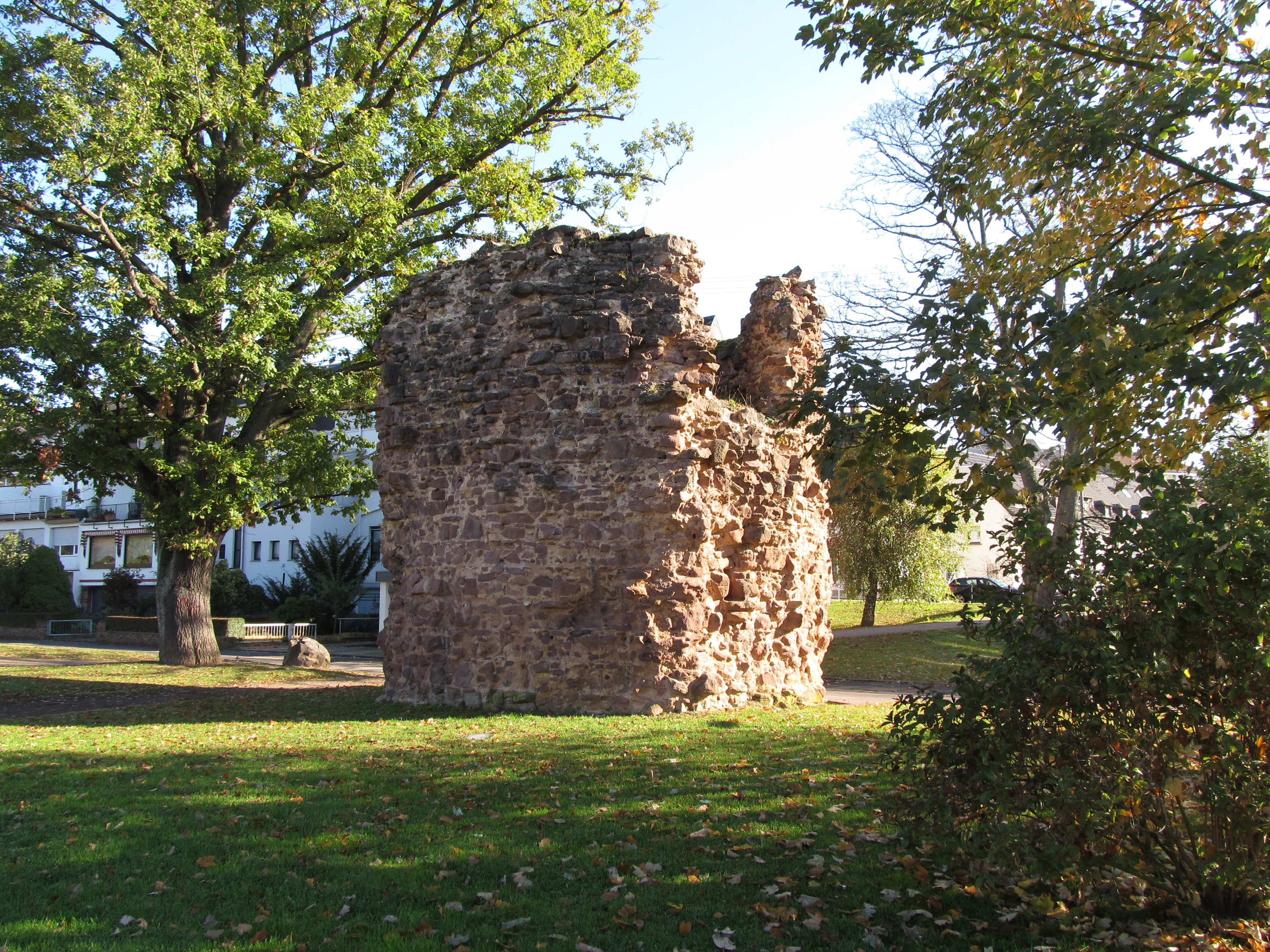
Der Hexenturm im Stadtpark

### Museen
- Das Saarländische Uhrenmuseum in Uhrmachers Haus befindet sich im Stadtteil Köllerbach.[8]

### Bauwerke
- Die Burg Bucherbach wurde zum ersten Mal Im Jahr 1326 erwähnt. Heute existiert sie nur noch als Ruine.
- Die Martinskirche im Ortsteil Kölln wurde zum ersten Mal Im Jahr 1223 urkundlich erwähnt und gehört heute zu den ältesten spät-gotischen Kirchen der Region.
- Die Kreuzkapelle wurde 1584 erbaut.
- Kloster Heilig-Kreuz, erbaut zwischen 1956 und 1960 ist ein Kloster der Redemptoristinnen.
- Die Liebfrauenkirche wurde 1888/90 erbaut und 1953/54 nach Plänen der Kölner Kirchenbaumeister Dominikus Böhm und Gottfried Böhm umgestaltet und erweitert.
- Die Herz-Jesu-Kirche in Köllerbach wurde in den Jahren 1897–1900 erbaut.
- Die Pfarrkirche St. Sebastian wird auch als Köllertaler Dom bezeichnet. Sie wurde 1908/09 nach dem Vorbild der Abteikirche Maria Laach im neoromanischen Stil erbaut.
- Die Püttlinger Wasserburg. Ihre Fundamente wurden im Herbst 2002 bei Ausgrabungen gefunden und an der Oberfläche sichtbar gemacht. Hierbei stellte sich heraus, dass der Hexenturm nicht der letzte Turm einer Wasserburg war, sondern im 18. Jahrhundert unter preußischer Regierung als Gefängnisturm errichtet wurde.

### Parks
- Im Stadtpark befindet sich ein Schlösschen und der Hexenturm.
- Der Pfarrer-Rug-Park liegt in Köllerbach hinter der Martinskirche und dem Schwesternhaus.

### Regelmäßige Veranstaltungen
In Püttlingen wird traditionell am Sonntag vor Allerheiligen der Mantelsonntag als verkaufsoffener Sonntag begangen.
Das Püttlinger Stadtfest findet Mitte August statt.
Seit 1999 findet das Musikfestival Rocco del Schlacko im Ortsteil Köllerbach statt, zu dem Künstler wie Korn, Sido, Limp Bizkit, Billy Talent, The Offspring, The Hives sowie nationale Acts wie Die Toten Hosen, Die Fantastischen Vier, Deichkind, Beatsteaks, Kraftklub, Scooter, Donots, Seeed oder SXTN kamen.
1981 fand das erste Hinterwald-Festival statt, welches mit über 35 Jahren zu den langlebigsten Umsonst-und-draußen-Festivals gehört.
Darüber hinaus fand von 2005 bis 2014 jährlich im August der City-Biathlon statt, an dem Olympiasieger und Weltmeister wie Ole Einar Bjørndalen, Kati Wilhelm, Michael Greis, Raphaël Poirée und Sven Fischer teilnahmen.
In den Köllerbacher Ortsteilen werden Dorffeste gefeiert, bei denen besondere kulinarische Leckerbissen angeboten werden: Dorffest Engelfangen (Obst- und Gartenbauverein Köllerbach), Dorffest Etzenhofen (Obst- und Gartenbauverein Etzenhofen), Dorffest Rittenhofen (Förderverein Dorf Rittenhofen) Dorffest Herchenbach (Obst- und Gartenbauverein Herchenbach).
Seit 2006 finden in Püttlingen jedes Jahr mehrere Literaturveranstaltungen an markanten Orten und Privatgärten in Püttlingen und Köllerbach mit dem Püttlinger Literatenquartett Vera Hewener, Georg Fox, Margret Roeckner und Eva Dörr-Vieregge statt. Seit 2007 finden die Veranstaltungen unter dem Label „Literatissimo“ statt. Am 30. Juni 2009 wurde ein Literaturpfad mit derzeit 11 Stationen eröffnet. Hinter elf Glastafeln sind Gedichte des Püttlinger Literatenquartetts und eines Gastautors zu lesen. Sie werden regelmäßig ausgetauscht. Der Rundweg ist elf Kilometer lang. Er kann auch in zwei Schleifen gegangen werden, die „Püttlinger Schleife“ mit 2,5 Kilometern oder die „Köllerbacher Schleife“ mit 5,2 Kilometern. Die elf Stationen des Püttlinger Literaturwegs sind:
1. Kulturbahnhof Püttlingen (Bahnhofstraße 74)
2. Püttlinger Schlösschen (Stadtpark, Völklinger Straße)
3. Rathaus Püttlingen (Rathausplatz 1)
4. Ehemaliges Schwesternhaus in Köllerbach (Sprenger Str. 26)
5. Blumenhaus Feld (Mühlenstraße 48)
6. Wendalinuskapelle (Ecke Haupt- und Mühlenstraße)
7. Maltitzbrunnen (Brunnenstraße)
8. Burgapotheke (Sprenger Straße 9)
9. Uhrmachers Haus (Engelfanger Straße 3)
10. Buchhandlung Balzert (Pickardstraße 31)
11. Pfarrheim Liebfrauen (Kardinal-Maurer-Straße 15).

## Wirtschaft und Infrastruktur

### Unternehmen
Im Köllerbacher Ortsteil Etzenhofen liegt das Gewerbegebiet Etzenhofen mit einer Größe von insgesamt ca. 15 ha. Angesiedelt sind dort u. a. Industrien des Maschinenbaus, der Metallverarbeitung, Logistikunternehmen, Großhandel, Automobilhandel, Unternehmen des Baugewerbes. Nach der Schließung einer Gleitlagerfabrik im Dezember 2004 und nachfolgendem Rückbau der Produktionsstätte und vollständiger Bodensanierung ist eine Fläche von zwei Hektar für neue Ansiedlungen frei geworden. Im Püttlinger Ortsteil Ritterstraße befindet sich das Gewerbegebiet Viktoria.

### Öffentliche Einrichtungen
Die katholische Pfarrgemeinde Liebfrauen im Stadtteil Püttlingen und die katholische Kirchengemeinde Herz Jesu im Stadtteil Köllerbach sind Träger von öffentlichen Büchereien in Püttlingen.

### Bildung
In Püttlingen befinden sich drei Grundschulen, eine Erweiterte Realschule sowie eine Staatliche Förderschule für körperliche und motorische Entwicklung und eine Dependance der Staatlichen Förderschule soziale Entwicklung. Weitere Bildungseinrichtungen sind verschiedene Kindertageseinrichtungen, die Musikschule Püttlingen e. V., sowie die Volkshochschule in Püttlingen.

### Verkehr
Das Püttlinger Straßennetz hat eine Länge von rund 85 km. Im Stadtgebiet verlaufen drei Landesstraßen: Die L 136 von Völklingen in Richtung Lebach, die L 139 von Schwalbach/Sprengen Richtung Riegelsberg und die L 269 vom Ortseingang Püttlingen in Richtung Riegelsberg.
Durch Anschlussstellen in den umliegenden Nachbargemeinden erfolgt die Anbindung an das Autobahn-Netz: In der Nachbarstadt Völklingen an die A 620 (Saarbrücken–Mannheim), an der Gemarkungsgrenze zur Gemeinde Schwalbach im Stadtteil Köllerbach, Ortsteil Herchenbach an die A 8 (Pirmasens–Luxemburg) sowie in der Nachbargemeinde Riegelsberg an die A 1 (Saarbrücken–Trier–Koblenz).
Im Bereich des öffentlichen Personennahverkehrs ist Püttlingen über den Busverkehr des Saarländischen Verkehrsverbunds an das überregionale Verkehrsnetz angeschlossen. Die Püttlinger Stadt- und Ortsteile sind durch den sogenannten Ringbus, einem privat betriebenen und von der Stadt Püttlingen bezuschussten lokalen Busverkehr, im Stundentakt miteinander verbunden. Über eine Anbindung an das Eisenbahnnetz verfügt die Stadt seit Einstellung des Personenverkehrs auf der Bahnstrecke Lebach–Völklingen (Köllertalbahn) im Jahr 1985 und dem Rückbau des Abschnitts Völklingen–Etzenhofen in den Jahren danach nicht mehr.

## Persönlichkeiten

### Ehrenbürger
→ Liste der Ehrenbürger von Püttlingen

### Ankerkreuz der Stadt Püttlingen
Das Ankerkreuz der Stadt Püttlingen ist eine Auszeichnung für verdiente Bürger der Stadt. Die runde Medaille am rot-weißen Bande wird mit einer Urkunde verliehen. Bisher (2008) sind acht Personen Träger dieser Auszeichnung:
 Theodolinde Katzenmaier, Klaus Peter, Gerhard Speicher, Norbert Frank, Joachim Conrad, Priorin Sr. Hildegard Kossorz, Georg Fox, Arthur Walz.
2013 wurden vier weitere Persönlichkeiten für ihr Wirken in und um Püttlingen mit dem Ankerkreuz geehrt: Mia Jungmann, Josef Himbert, Paul Sperling und Engelbert Stein.

### Söhne und Töchter der Stadt
- Wilhelm Eberschweiler (1837–1921), Jesuit, Mystiker und Novizenmeister
- Anton Merziger (1887–1956), Politiker (CVP)
- Eugen Meyer (1893–1972), Historiker, Archivar und Hochschullehrer
- Franz Schmitt (1897–1945), Landrat in St. Wendel und Saarlouis
- Josef Clemens Kardinal Maurer (1900–1990), Erzbischof von Sucre in Bolivien
- Johannes B. Hirschmann (1908–1981), Sozialethiker
- Dora Zeitz (1913–1980), geboren in Engelfangen, Widerstandskämpferin
- August Weiler (1914–2007), Landrat des Landkreises Sankt Goar
- Günther Knödler (1925–1996), Fechter
- Werner Zimmer (1929–2019), geboren in Etzenhofen, Ringer
- Rudolf Zimmer (1941–2006), Romanist und Hochschullehrer
- Leo Krämer (* 1944), Kirchenmusiker, Dirigent und Hochschullehrer
- Gerd Meyer (* 1944), geboren in Köllerbach, Geschäftsführer der Saar-Toto und Saarland-Spielbank-GmbH, Politiker
- Martin Speicher (* 1951), Politiker (CDU), ehemaliger Bürgermeister der Stadt Püttlingen
- Manfred Baldauf (* 1952), Politiker (FDP, DPS)
- Sigi Siegert (* 1953), Schauspielerin und Theatermacherin
- Martin Speicher (* 1958), Jazzsaxophonist und Komponist
- Stefan Hussong (* 1962), geboren in Köllerbach, Akkordeonist
- Patrik Kühnen (* 1966), Tennisspieler und Davis-Cup-Team-Kapitän
- Anja Hörnich (* 1967), Fotomodell
- Daniela Schlegel-Friedrich (* 1967), Politikerin (CDU)
- Peter Meyer (* 1968), Journalist
- Andrea Tinnes (* 1969), Schriftgestalterin
- Helmut Mischo (* 1969), Bergingenieur
- Frank Fischer (* 1970), Hörfunkmoderator
- Frank Bayard (* 1971), katholischer Geistlicher, Hochmeister des Deutschen Ordens
- Johannes Trümpler (* 1981), Kirchenmusiker
- Sabrina Meyer (* 1988), Fußballspielerin
- Kai Anne Schuhmacher (* 1988), Opern-, Theaterregisseurin und Kulturmanagerin
- Hendrick Zuck (* 1990), Fußballspieler
- Jacqueline de Backer (* 1994), Fußballspielerin
- Maximilian Rupp (* 1995), Fußballspieler
- Etienne Kinsinger (* 1996), Ringer
- Jonas Arweiler (* 1997), Fußballspieler

### Persönlichkeiten, die im Ort gewirkt haben
- Annegret Kramp-Karrenbauer (* 1962), Politikerin, von 2011 bis 2018 Ministerpräsidentin des Saarlandes; war bis 2011 Stadträtin in Püttlingen, 2018 bis 2021 CDU-Bundesvorsitzende, 2019 bis 2021 Bundesministerin der Verteidigung